# Endothenia gentianaeana
Endothenia gentianaeana es una especie de polilla del género Endothenia, categorizada en la tribu Olethreutini, de la subfamilia Olethreutinae.

## Distribución
Se distribuye por Europa.

## Taxonomía
Fue descrita por Hubner en 1799 y publicada en (Tortrix), Samml. Eur. Schmett. 7: pl. 3fig. 12.